# Ключевська Сопка
Ключе́вська Сопка (рос. Ключевска́я Со́пка) — активний андезито-базальтовий стратовулкан на східному узбережжі  півострова Камчатки, Камчатського краю РФ.

## Географія
Стратовулкан висотою — 4 754 м над рівнем моря, найвищий і один з найактивніших вулканів Євразії. На вершині лежать вічні сніги й льодовики.
За 120 км від вулкану розташоване селище Усть-Камчатськ.

## Історія
Базальтова лава з вулкану Ключевська Сопка вивергалася з січня по травень 2005, у 2008, 2009–2010, 2012, 2013 та 2016 році. 
Потужне виверження 2005 року викликало просідання сопки приблизно на 50 м: з 4800 до 4750 м. Виверження 2009 року почалося у вересні. В результаті виверження висота вулкана досягла 5000 м. Це було одне із найбільших вивержень, яке тривало аж до грудня 2010 року.
У січні 2015 року розпочалося нове виверження вулкану Ключевська Сопка.
У 2016 році висота попільного шлейфу з кратера вулкану становила 7 км, а його протяжність понад 40 км. 
У 2020 році вулканічна хмара досягла висоти приблизно 5,4-5,9 км. 
Під час останніх вивержень лава частково розтопила льодовики Ермана та Чорний. В околицях вулкана, в селищі Ключі, пройшли рясні попелопади. 
30 липня 2025 року вулкан Ключевська Сопка розпочав вивергатись невдовзі після потужного землетрусу на Камчатці.

## Галерея
| Ключевська Сопка з космосу. Кольори спотворені | Виверження 1993 року | Виверження 2005 року | Ключевська Сопка |